# 馬權奇
馬權奇（1604年—1644年），字巽倩，浙江紹興府會稽縣人，明朝政治人物。

## 生平
在董玘曾孫董懋策門下學易經，天啟元年（1621年）辛酉科浙江鄉試第六名舉人，崇禎四年（1631年）辛未科二甲第二十八名進士。工部觀政，授工部虞衡司主事，管琉璃廠，六年（1633年）因得罪宦官罷職下獄，事白獲釋後歸里，著述甚多，十七年（1644年）明亡時避兵亂，死於田間。著有《尺木堂學易志》三卷。